# Acerrae
Acerrae fu una fortezza della Gallia Cisalpina, appartenente ai Celti insubri e posta sulla riva del fiume Adda lungo la strada che collegava Cremona con Laus Pompeia (Lodi Vecchio), presso l'odierna Pizzighettone (Cremona) o Meleti nella zona Santa Giulitta-Cascinazza- Montegiusto. Da non confondere con l'altra e antichissima Acerrae che si trova in Campania.

## Storia
Non è nota l'epoca della fondazione di Acerrae. Alcune ricostruzioni sostengono - pur senza comprovanti motivazioni - la sua discendenza da un precedente insediamento di origine etrusca. È certo, tuttavia, che nel III secolo a.C. esistesse una fortezza di nome Acerrae appartenente ai Celti insubri e posta non lontano dalla foce dell'Adda nel Po. La sua importanza tattica e strategica era presumibilmente determinata dalla vicinanza con questi due fiumi - e con le paludi che essi formavano - nonché dalla prossimità con il territorio dei Celti Cenomani - che occupavano le terre ad Oriente dell'Oglio e che erano tradizionalmente "rivali" degli Insubri - e dal probabile passaggio néi suoi pressi della cosiddetta Via Gallica, un tracciato viario che collegava l'attuale Lombardia occidentale con quella orientale superando il corso dell'Adda.
Nel 223 a.C. un'armata romana, comandata dal console Gaio Flaminio Nepote varcò il Po per invadere il territorio insubre. Ma le operazioni intraprese fra l'Adda ed il corso del Po furono disturbate da incursioni degli Insubri: le truppe romane furono costrette a rivalicare il Po ed a proseguire la campagna nella Lombardia orientale. Probabilmente, la base d'appoggio da cui furono condotte le azioni di disturbo celtiche era proprio la piazzaforte di Acerrae. Benché la campagna di Flaminio si fosse poi conclusa positivamente, dopo aver inflitto agli Insubri una sconfitta tra i fiumi Chiese ed Oglio, per Roma rimase aperta la "questione" di Acerrae. L'anno successivo, il 222, una nuova armata al comando dei consoli Marco Claudio Marcello e Gneo Cornelio Scipione Calvo valicò l'Adda e si presentò davanti alla città. L'eventuale conquista di Acerrae avrebbe compromesso la sicurezza dell'intero territorio insubre, aprendo all'esercito romano la strada per la capitale Mediolanum (Milano). Così, un forte contingente di Celti Gesati, alleati con gli Insubri, si spinse verso il presidio fortificato Clastidium (Casteggio): questo era stato occupato dalle truppe romane l'anno precedente e rappresentava un caposaldo di notevole rilevanza per il controllo del medio corso del Po e per il mantenimento delle recenti conquiste nella Val Padana. I capi Galli contavano sul fatto che per soccorrere Clastidium i due consoli avrebbero tolto l'assedio ad Acerrae. Costoro, invece, ebbero il coraggio di dividere le proprie forze: Marcello lasciò le rive dell'Adda con la cavalleria e parte della fanteria, dirigendosi verso Casteggio. Qui le truppe del console si scontrarono con le orde galliche e la vittoria arrise ai Romani. Marcello riuscì ad uccidere di propria mano il capo gallico Viridomaro, ottenendo in tal modo il supremo onore delle spolia opima. Contemporaneamente, Scipione riuscì ad impadronirsi di Acerrae, spalancando le "porte" del territorio insubre alle legioni romane. Le tribù celtiche preferirono allora capitolare ai più forti avversarî, e così l'Insubria passò sotto il controllo di Roma.
Dopo la conquista romana, Acerrae si trasformò in una statio (stazione di transito) lungo la strada che conduceva da Cremona (colonia romana fondata nel 218 a.C.) a Laus Pompeia (Lodi Vecchio), dalla quale con tutta probabilità Acerrae stessa dipendeva. L'insediamento scomparve probabilmente nel periodo tardo-imperiale. Le varie testimonianze pervenute dei secoli seguenti sono semplici citazioni letterarie: apparizioni fuggitive, che non identificano appieno la tipologia dell'insediamento conservatosi sulle sponde dell'Adda.

## Testimonianze
La mancanza di rinvenimenti archeologici di contestualizzazione impediscono una precisa definizione dell'ubicazione di Acerrae. Sono presenti, invece, numerose testimonianze letterarie dell'insediamento ora scomparso: Polibio, Tito Livio, Strabone. Si aggiunga la "fondamentale" Tabula Peutingeriana, sulla quale Acerrae è menzionata. Lo storico lodigiano di inizio Novecento Giovanni Agnelli la identifica invece con la frazione Santa Giulitta di Meleti, in provincia di Lodi, dove nel 1887 vennero scoperti non solo reperti preistorici come asce e collane, ma anche un cimitero romano di cospicue dimensioni (con monete dell'età di Costantino) e pietre bruciate (compatibili con la distruzione della città ad opera dei barbari). Ora gli abitanti non si ricordano più il luogo esatto; il fatto che vi esistesse un cimitero indica che il paese era abitato da un buon numero di coloni.

## L'eredità diAcerrae
Il territorio di Pizzighettone è segnato storicamente dalla sua rilevanza militare. La piazzaforte gallica di Acerrae, cedette infatti le sue funzioni, secoli più tardi, a quella medievale e moderna di Pizzighettone.